# 雷德紀念教堂
雷德紀念教堂（Reid Memorial Church）是英國蘇格蘭愛丁堡的一座教堂，位於市區南部，屬於蘇格蘭教會。雷德紀念教堂奉獻於1935年1月3日，在同年1月6日舉行了首次禮拜。